# Prekmure
Le prekmure (en slovène : prekmurščina, prekmursko narečje, en hongrois : vend nyelvjárás, vend nyelv, en prekmure : Prekmurski jezik, prekmürščina) est le dialecte le plus oriental de la langue slovène. Il est parlé dans la région de Prekmurje en Slovénie, ainsi que par les slovénophones hongrois du département de Vas dans l'ouest de la Hongrie (Vendvidék). Parmi les dialectes slovènes, le prekmure est le seul à avoir historiquement développé une forme littéraire séparée. Il est étroitement lié aux dialectes slovènes voisins en Styrie, ainsi qu'au dialecte kaïkavien du croate.

## Histoire
Pendant des siècles, le nom hongrois pour désigner les Slovènes qui vivaient à l'intérieur du royaume de Hongrie a été vend (au pluriel vendek). Au cours des XVIIIe et XIXe siècles, les auteurs prekmures utilisaient pour désigner leur dialecte le terme de sztári szlovenszki jezik (vieux-slovène).
À partir de 1715 plus de 250 livres et journaux furent écrits en dialecte prekmure. En 1780, la langue fut standardisée par Miklós Küzmics (1737-1804).

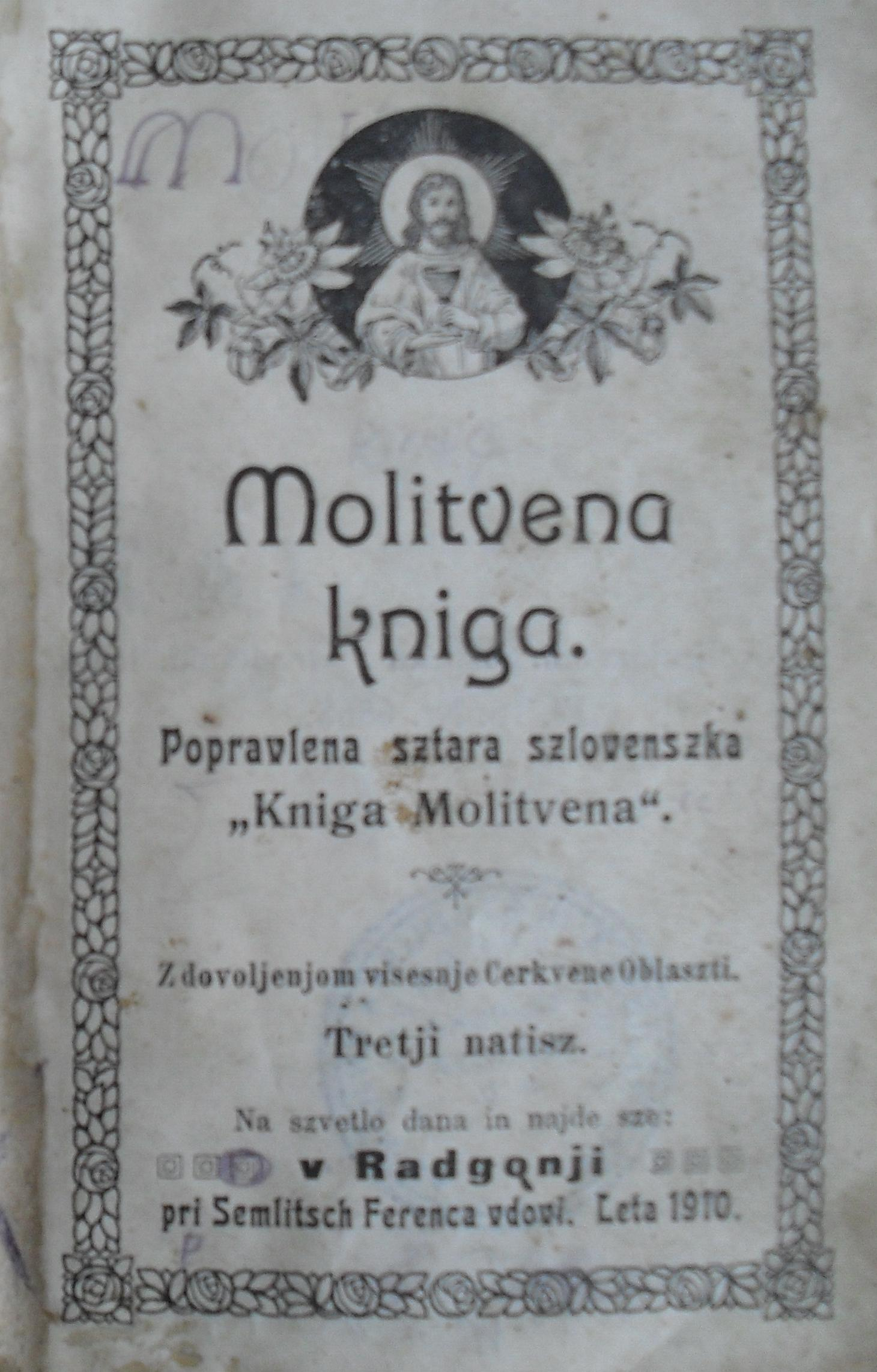
Cette version est l'adaptation de l'œuvre originale de Miklós Küzmics par József Szakovics au XX

La langue fut utilisée dans l'éducation jusqu'en 1919. La Hongrie l'a autorisée partiellement[pas clair] en 1908.
Elle fut utilisée en Yougoslavie dans l'église et la presse jusqu'en 1945.
Aujourd'hui, 80 000 personnes parlent ce dialecte en Slovénie et seulement 3 000 à 5 000 locuteurs en Hongrie. D'année en année ce dialecte perd du terrain.